# Pterostichus macer
Pterostichus macer är en skalbaggsart som först beskrevs av Thomas Marsham 1802.  Pterostichus macer ingår i släktet Pterostichus, och familjen jordlöpare. Arten har ej påträffats i Sverige.

## Bildgalleri

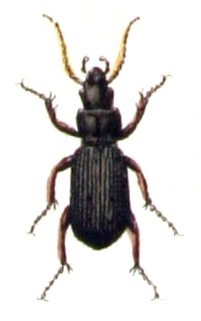
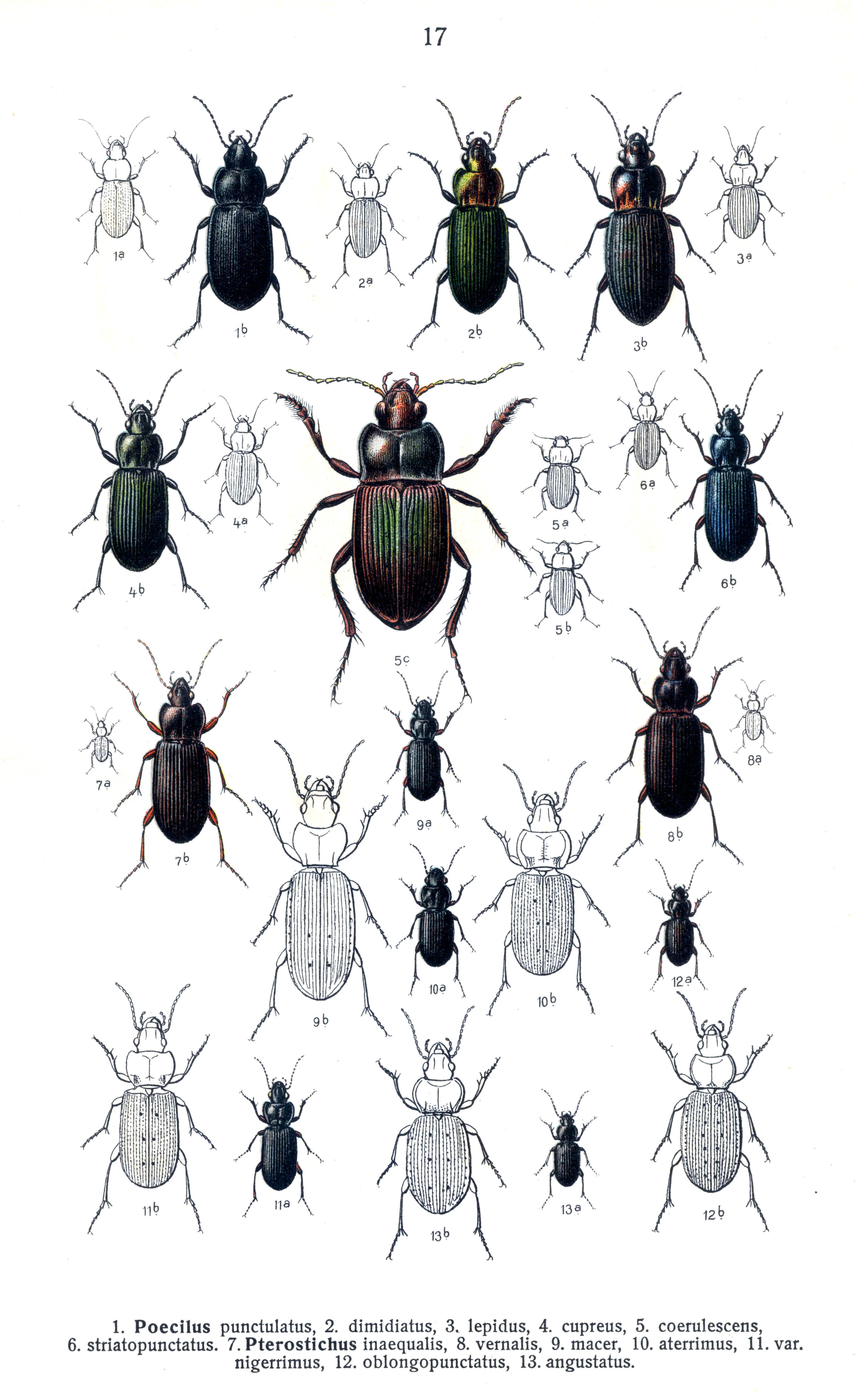
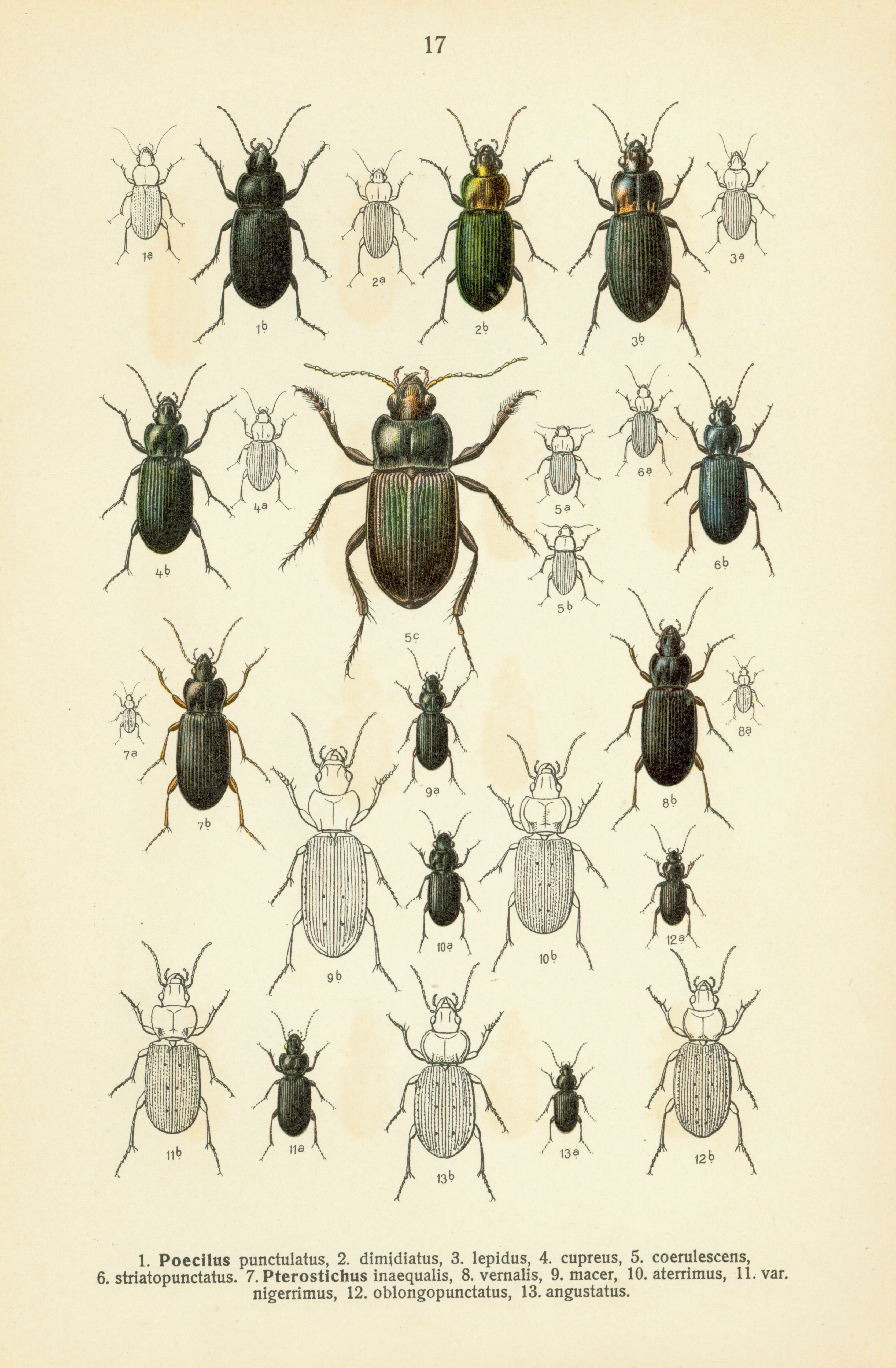